# Assemblea de la República (Moçambic)
L'Assemblea de la República (portuguès: Assembleia da República) unicameral és el cos legislatiu de la República de Moçambic.

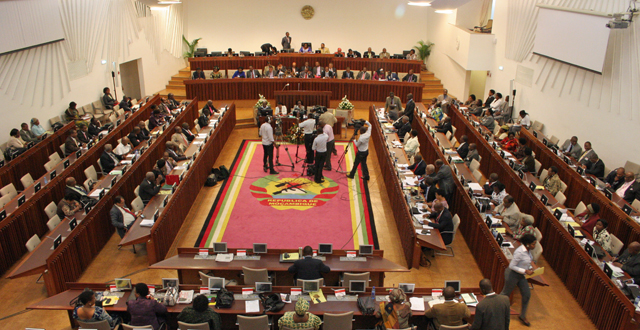
Assemblea de la República

L'actual parlament té 250 membres que són escollits directament mitjançant un sistema de representació proporcional amb llista de partit i serveixen termes de cinc anys. Els partits han d'obtenir almenys el cinc per cent dels vots a escala nacional per obtenir representació parlamentària. Actualment només dos partits estan representats al parlament, FRELIMO i el Moviment Democràtic de Moçambic. Els parlamentaris del RENAMO s'han negat a prendre possessió del càrrec, ja que el partit considera que les últimse eleccions ha estat fraudulentes.

## Resultats de les eleccions parlamentàries de 2014
| Partit                                                             | Vots       | %     | Escons | +/– |
| ------------------------------------------------------------------ | ---------- | ----- | ------ | --- |
| FRELIMO                                                            | 2,575,995  | 55.93 | 144    | –47 |
| RENAMO                                                             | 1,495,137  | 32.46 | 89     | +38 |
| MDM                                                                | 384,538    | 8.35  | 17     | +9  |
| Altres partits                                                     | 149,812    | 3.25  | 0      | 0   |
| Nuls/en blanc                                                      | 711,454    | –     | –      | –   |
| Total                                                              | 5,316,936  | 100   | 250    |     |
| Votants registrats/participació                                    | 10,964,978 | 48.49 | –      | –   |
| Font: Mozambique News Agency Arxivat 2014-10-31 a Wayback Machine. |            |       |        |     |

### Resultats per circumscripcions
El nombre de diputats elegits en 2009 del FRELIMO, RENAMO i MDM segons circumscripcions va ser:
| Partit  | Niassa | Cabo Delgado | Nampula | Zambezia | Tete | Manica | Sofala | Inhambane | Gaza | Província de Maputo | Ciutat de Maputo | Àfrica | Resta del món | Total |
| ------- | ------ | ------------ | ------- | -------- | ---- | ------ | ------ | --------- | ---- | ------------------- | ---------------- | ------ | ------------- | ----- |
| FRELIMO | 12     | 19           | 32      | 26       | 18   | 12     | 10     | 15        | 16   | 15                  | 14               | 1      | 1             | 191   |
| RENAMO  | 2      | 3            | 13      | 19       | 2    | 4      | 5      | 1         | 0    | 1                   | 1                | 0      | 0             | 51    |
| MDM     | 0      | -            | -       | -        | -    | -      | 5      | 0         | -    | -                   | 3                | -      | -             | 8     |

## Resultats a les eleccions parlamentàries anteriors
| Front d'Alliberament de Moçambic (FRELIMO)                  | 129 | 133 | 160 | 191 |
| Resistència Nacional de Moçambic (RENAMO)                   | 112 | -   | -   | 51  |
| Resistència Nacional de Moçambic-Unió Electoral (RENAMO-UE) | -   | 117 | 90  | -   |
| Unió Democràtica (UD)                                       | 09  | -   | -   | 08  |
| Total                                                       | 250 | 250 | 250 | 250 |

## Comissions
| Nom                                                                   | President                         | Lloc   |
| --------------------------------------------------------------------- | --------------------------------- | ------ |
| Comissió d'Afers Constitucionals, Drets Humans i de Legalitat         | Edson da Graça Francisco Macuácua | Enllaç |
| Comissió de Planificació i Pressupost                                 | Eneas da Conceição Comiche        | Enllaç |
| Comissió d'Afers Socials, Gènere, Tecnologia i Mitjans de Comunicació | Conceita Xavier Sortane           | Enllaç |
| Comissió d'Administració Pública i Govern Local                       | Lucas Chomera Jeremias            | Enllaç |
| Comissió d'Agricultura, Economia i Ambient                            | Francisco Ussene Mucanheia        | Enllaç |
| Comissió de Defensa i Ordre Públic                                    | Jerónimo Malagueta                | Enllaç |
| Comissió de Relacions Internacionals, Cooperació i Comunitats         | Maria Inês                        | Enllaç |
| Comissió de Peticions, queixes i reclamacions                         | Viana Magalhães                   | Enllaç |